# 贝尼埃·伊比尼-伊塞
贝尼埃·伊比尼-伊塞（Bernie Ibini-Isei，1992年9月12日—），是一名尼日利亚裔澳大利亚足球运动员，现效力中国足球超级联赛球队上海东亚，司职前锋。

## 俱乐部生涯
伊比尼-伊塞出生于尼日利亚，自幼随家人移居澳大利亚，在悉尼西部的郊区长大并在新南威尔士州超级联赛球队黑镇城青年队接受训练和比赛。
2009年，伊比尼-伊塞进入澳职球队中央海岸水手的青训体系，并很快被提升进入一队。2010年2月10日，他在中央海岸水手对阵威灵顿凤凰的联赛中替补登场，上演职业生涯的首秀。2010/11赛季，他在和黄金海岸联的比赛中首次首发出场，并在比赛中射进职业生涯的首个进球，帮助球队3比1击败对手。2012年2月1日，他和中央海岸水手续约两年。
2013年6月4日，中国足球超级联赛球队上海东亚正式宣布和伊比尼-伊塞签约一份为期三年的合同。